# John Harrison
John Harrison   (Foulby, 24 de març de 1693 (Julià) - Londres, 24 de març de 1776) fou un rellotger anglès, famós per haver dissenyat i posat en funcionament el primer cronòmetre marí d'alta precisió, amb el qual feu possible determinar la longitud amb exactitud, després d'haver recorregut llargues distàncies. Resumint, el seu mèrit inicial fou haver resolt el problema de la longitud mitjançant l'ús de cronòmetres construïts per ell mateix.

## Biografia
Es coneixen pocs detalls dels primers anys d'en Harrison. Se sap que va néixer a Foulby, (Yorkshire), el 24 de març any 1693, sent el primer dels cinc germans que finalment hi hauria a la família. John era fill d'un humil fuster i no és d'estranyar que ja des dels inicis de la seva joventut mostrés indicis d'una gran habilitat en construir i comprendre el funcionament de diferents maquinàries. Diuen alguns biògrafs que durant un atac de verola als sis anys va haver de romandre al llit, i durant aquest temps es va dedicar a investigar mecanismes de rellotgeria. Hauria desmuntat una maquina real per veure com funciona. Molts autors posen la història en dubte per raó del caràcter humil de la família de Harriso, com que en aquesta època els rellotges eren peces cares i escasses.

### Primer rellotge
Es pot dir que durant els trenta primers anys de la seva vida va ser un humil fuster que va passar desapercebut per complet. Va acabar el seu primer rellotge de pèndol el 1713 (abans de fer vint anys), i no se sap com es va poder ficar en aquest projecte, i menys quins coneixements previs va poder aplicar. Aquest primer rellotge es pot veure avui en dia en una vitrina del museu del "Excel·lentíssim Gremi de Rellotgers" a Guildhall (Londres). El singular d'aquest rellotge no és que fos el primer que va fer en John sinó que va ser construït íntegrament en fusta de roure i boix. Harrison va construir després dos rellotges més de fusta, en els anys 1715 i 1717.

### Família
L'any 1718 es va casar amb Elizabeth Barrel (10 anys més jove que ell) i l'estiu següent va néixer el seu primer fill. Després d'aquest període de felicitat la seva dona va emmalaltir i va morir poc després que el fill va fer set anys. Sis mesos després va tornar a contraure matrimoni amb Elizabeth Scott, amb qui va tenir dos fills: William, nascut a 1728, que seria un dels seus més acèrrims suports, i Elizabeth, nascuda al 1732, de la qual no se sap res més que la data del naixement. El seu fill gran, nascut del seu matrimoni amb Elizabeth Barrel, va morir poc després de fer els divuit anys.

### Període com rellotger associat
Durant el període de 1725 a 1727 es va associar amb el seu germà James i van construir rellotges de caixa i de paret, gairebé tots signats per James, tot i que avui dia no hi ha cap estudiós que tingui el menor dubte sobre l'autoria real d'aquests rellotges. En aquest període Harrison va inventar el pèndol de graella i l'escapament llagosta. En el primer invent, el nom de la graella ve de la forma de bastidor del pèndol que consta de vàries tires paral·leles de diferents metalls que aconsegueixen compensar les dilatacions provocades pels canvis de temperatura; la disposició final del pèndol recorda la d'una graella de rostir carn. L'escapament llagosta rep aquest nom per recordar els moviments que fan les potes del darrere d'aquest insecte. Els germans Harrison passaven les nits confrontant la precisió de les seues maquinàries amb els pas de les estrelles sobre els perfils dels edificis de Barrow, i esmenten que aquests rellotges mai van tenir un error superior a un segon (serveixi com a comparació que els millors rellotges de butxaca de l'època retardaven vàries dotzenes de minut al dia).

### El problema de la longitud
No es té notícia de com va poder conèixer Harrison l'existència del problema de la longitud. És molt possible que ho sentís d'un mariner en el proper port de Hull, i és molt possible també que cregués en la seva capacitat per donar-li solució. Sobre 1720 Harrison ja era un famós constructor de rellotges i Charles Pelham el va contractar perquè construís un rellotge sobre la torre de casa seva a Brocklesby Park, un rellotge encara funciona avui dia. L'insòlit d'aquest rellotge és que conté tots els inicis i assajos sobre el que amb el temps serien els seus més famosos cronòmetres, capaços de poder donar solució al problema de la longitud.
Harrison aviat va poder observar que no podia augmentar la precisió d'un pèndol quan era sotmès als vaivens d'un vaixell navegant en una tempesta; així que va deixar de banda la idea d'utilitzar pèndols. Harrison va dissenyar un pla i el va exposar a Londres davant la Junta de Longitud el 1730. Per aquesta època la institució tenia 15 anys de vida i rebia constantment sol·licituds mediocres i de poc interès. A Londres va visitar a Halley i posteriorment al rellotger George Graham, que es va esdevenir el seu mecenes.

### La sèrie de rellotges

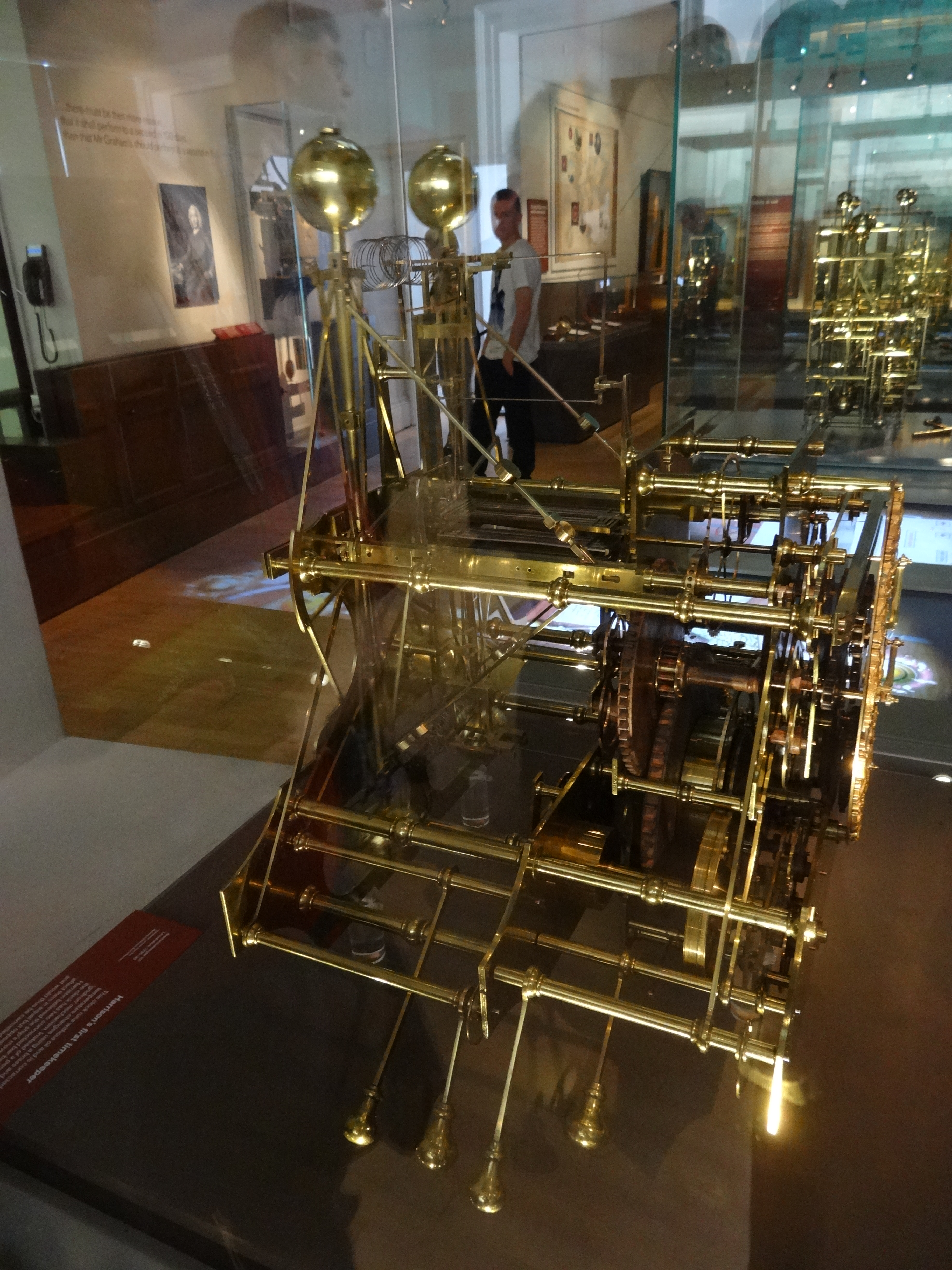
H-1, el primer rellotge marí realitzat per Harrison. La construcció va requerir cinc anys de treball. Es va posar a prova el 1736 en un viatge a Lisboa.

La conversa mantinguda amb el rellotger i instrumentista George Graham va catapultar a Harrison a realitzar una sèrie d'assaigs tècnics sobre variants de maquinàries de rellotgeria. Així va passar cinc anys fins que va aconseguir trobar un disseny que va anomenar breument H-1 (Harrison primer) que funcionava amb rodes dentades de fusta i l'aspecte no recordava cap dels rellotges vistos fins aquell moment. Els germans Harrison van fer un viatge pel riu Humber per tal de comprovar que funcionava correctament i el 1735 es va lliurar a George Graham. Es va convocar una expedició marítima fins Lisboa per poder provar la precisió de la màquina i finalment el 30 de juny de 1737 es va reunir el Consell (per primera vegada en 23 anys) per examinar la maquinària. Harrison, en comptes de donar per conclòs el seu treball, va sol·licitar més fons.
L'any 1741 va presentar una altra maquinària al Consell: l'H-2. El propi Harrison va convèncer els membres que el  treball no era acabat, de manera que aquesta maquinària no es va fer a la mar. Harrison va tornar als seus treballs, intentant millorar una versió perfeccionada de l'H-2.
Harrison, que en aquells dies tenia 48 anys i vivia a Londres, es va tancar al seu taller i no es va saber gairebé res d'ell en els vint anys que va trigar en construir l'H-3. Ningú s'explica que trigués dos anys en construir un rellotge de torre (tot just començar, quan no tenia gaire experiència), que en nou anys construís dos innovadors rellotges i que en l'H-3 emprés prop de 20 anys. Cal no oblidar que durant aquesta època de construcció de l'H-3, és molt possible que l'ajudés el seu fill William, llavors adolescent.
Hi va haver un rellotge més en la sèrie, el penúltim, l'H-4 de 1760, el més petit de la sèrie. El Consell va determinar aquest mateix any fer les puebas marítimes d'ambdós rellotges (l'H-3 i el H-4) en una travessia marítima on hi aniria el seu fill William i els dos rellotges rumb a Jamaica. L'H-4 es va retardar només cinc segons després de navegar per alta mar durant vuitanta dies. A la tornada del viatge el rellotge va complir amb les expectatives fixades pel Consell, però hi va haver problemes d'última hora que van posar en dubte les comprovacions realitzades per William a Jamaica.
Es va proposar fer una altra prova: l'any 1764 van salpar cap a Barbados i va tornar a superar amb èxit els assajos. El Consell va trigar en acceptar les dades d'aquest segon viatge, però mentrestant, havien tingut lloc altres expedicions (entre les que hi ha la del capità James Cook), i totes amb grans resultats.

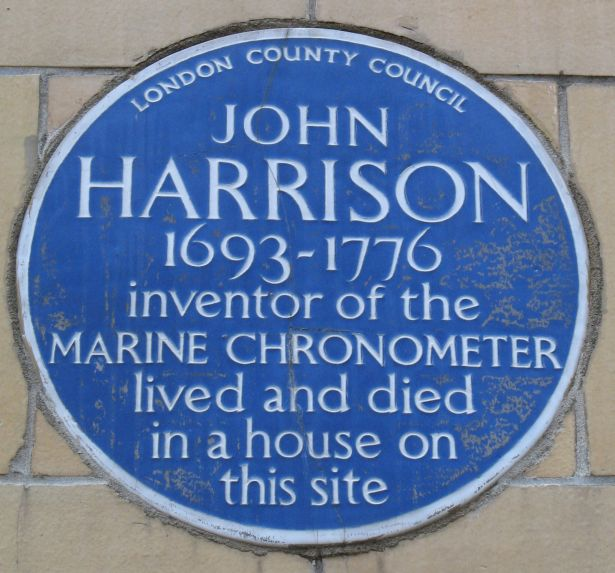
Placa Blava en Londres al Red Lion Square, a un pas de la sortida de Holborn

### Final de la història
Mentre s'esperava la decisió del Consell, Harrison va començar el disseny del seu últim rellotge, l'H-5. En aquells dies es considerava ostatge de la Junta per les nombroses i injustificades negatives a atorgar-li el premi acordat, considerant que després de tres anys de reclamacions ja n'havia tingut prou, ja que se sentia "Extremadament dolgut en ser utilitzat per uns cavallers dels que es podria haver esperat un millor tractament ".
En conseqüència, mentre s'estava provant a alta mar el primer exemplar de l'H-5, va decidir construir un segon exemplar del nou cronòmetre, que va presentar al rei Jordi III per a sol·licitar la seva ajuda. Després de l'audiència acompanyat del seu fill William, que li va explicar la situació del seu pare i dels seus rellotges, el rei es va mostrar extremadament molest amb l'actitud de la Junta de Longitud. Va provar personalment el segon exemplar de l'H-5 a palau, i després de deu setmanes d'observacions diàries (entre maig i juliol de 1772), el cronòmetre va mostrar una precisió d'un terç de segon per dia. Jordi III va aconsellar llavors al Parlament que es lliurés el premi complet a Harrison, després d'amenaçar amb comparèixer davant la cambra per reprendre personalment els parlamentaris. Finalment, el 24 d'abril de 1773, quan ja tenia 80 anys, Harrison va rebre del Parlament un premi recompensant els seus èxits per la quantitat de 8.750 lliures; que calia sumar a les 10.000 lliures anteriorment rebudes per revelar el funcionament de la seva anterior màquina, gairebé igualant la recompensa inicial però no va obtenir el premi oficial (que mai va ser atorgat a ningú). Harrison va morir tres anys més tard, el 24 de març de 1776.

## Obra
El treball de Harrison es troba disseminat en les vitrines dels diferents museus d'Anglaterra. També va deixar algunes petites obres escrites, de menor interès. Però el seu esforç principal es va concentrar en la construcció d'un rellotge precís i robust.

### H-1
Aquest rellotge de 34 kg va ser el primer de la sèrie de cronòmetres capaços de poder competir en la pugna pels requeriments del problema de la longitud. El rellotge té quatre esferes: una per a les hores, una altra per als minuts, la tercera per als segons i la quarta per al dia de la setmana. El rellotge no està signat.
Protegit per una vitrina de vidre de 122 cm de costat, avui dia es conserva al Museu Marítim Nacional de Londres. Funciona correctament, donant-li corda diàriament.

### H-2
Aquest rellotge de bronze pesava 39 kg i era de menors proporcions que el seu predecessor. Va superar les rigoroses proves realitzades per la Royal Society el 1741-1742.

### H-3
És el més lleuger dels cronòmetres marins, pesa prop de 27 kg (set menys que l'H-1) i posseeix 753 peces internes. Es pot veure en el disseny que Harrison volia disminuir la mida de l'instrument.

### H-4
Rellotge diminut, comparat amb els anteriors, de 127 mm de diàmetre i molt lleuger (1360 g), representa un dels primers rellotges portàtils amb una precisió acceptable (1 s per dia) per l'època. Està signat per John Harrison i el seu fill, i ell mateix ho data el 1759. En aquest rellotge va emprar com a coixinet dels eixos una misteriosa combinació de robins i diamants. L'H-4 en l'actualitat resideix immòbil a les vitrines del Museu Marítim de Londres a causa del tracte inadequat a què va ser sotmesa la seva maquinària per investigadors del passat, però quan se li dona corda li dura trenta hores.

### H-5
Harrison va desenvolupar el model H-5 amb un disseny molt similar al de l'H-4, simplificant alguns aspectes mecànics per incrementar la seva fiabilitat. Actualment, l'H-5 és propietat de la "Worshipful Company of Clockmakers of London" (Venerable Companyia de Rellotgers de Londres) i està en exhibició en el " Clockmakers 'Museum " (Museu Rellotger de Guildhall) de Londres, com a part de la col·lecció de la institució. Des de l'any 2015 la col·lecció s'ha exhibit en el Museu de Ciències de Londres.
| Els cinc models de cronòmetre marí de Harrison: |           |           |           |           |
|                                                 |           |           |           |           |
| Model H-1                                       | Model H-2 | Model H-3 | Model H-4 | Model H-5 |